# 원환면

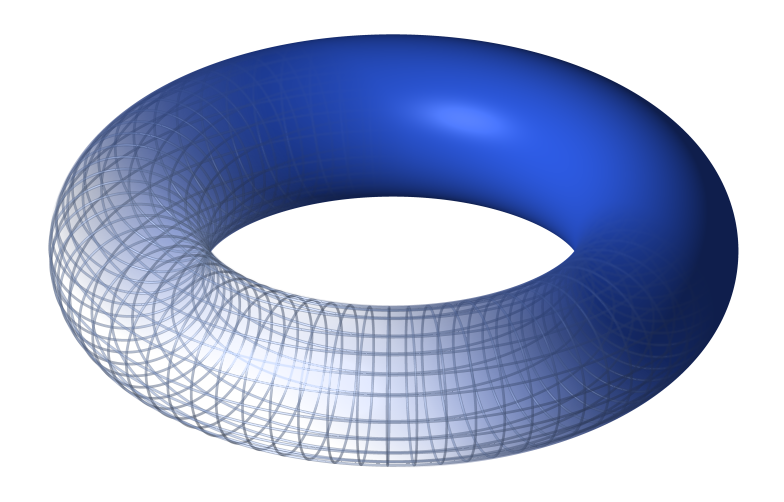
원환면

기하학에서 원환면(圓環面, 영어: torus 토러스[*], 복수 영어: tori 토리[*])는 원을 삼차원 공간 위에서 원을 포함하는 평면 위의 직선을 축으로 회전하여 만든 회전면이다. 대부분의 참고 문헌에서는 이 직선이 원과 만나지 않음을 가정한다. 원환면을 표면으로 하는 입체는 도넛의 모양을 닮게 되는데 이를 원환체라고 한다.
원환면은 두 원의 곱공간 {\displaystyle S^{1}\times S^{1}}과 위상동형이며, 종수 1의 2차원 콤팩트 다양체를 이룬다. 
영어명 ‘토러스(torus)’는 ‘부풂’ 또는 ‘쿠션’을 의미하는 라틴어 단어 ‘토루스(tŏrus)’에서 유래하였다.

## 좌표계로 표현하기
원환면은 다음 식으로 매개변수화 할 수 있다.
{\displaystyle x(u,v)=(R+r\cos {v})\cos {u}\,}
{\displaystyle y(u,v)=(R+r\cos {v})\sin {u}\,}
{\displaystyle z(u,v)=r\sin {v}\,}
여기서 각 변수의 범위와 의미는 다음과 같다.
{\displaystyle u,v}는 구간 {\displaystyle [0,2\pi )}의 원소이다.
{\displaystyle R}은 원환면의 중심에서 튜브의 중심까지의 거리이다.
{\displaystyle r}은 튜브 단면의 반지름이다.
이 밖에도 다양한 방법으로 표현가능하다.

## 원환체의 부피와 겉넓이
원환면의 중심에서 튜브의 중심까지의 거리가 {\displaystyle R}이고 튜브의 반지름이 {\displaystyle r}인 원환체의 부피는 {\displaystyle 2\pi ^{2}r^{2}R}이고, 원환면의 넓이(원환체의 겉넓이)는 {\displaystyle 4\pi ^{2}rR}이다.

## 위상수학과의 관계

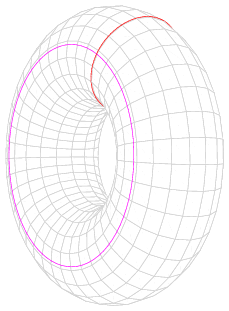
원환체는 두 원의 곱집합(Cartesian product)이다.

위상수학적으로, 원환체는 두 원의 곱집합(Cartesian product) {\displaystyle S^{1}\times S^{1}}으로 정의된다.
원환체를 2차원 평면에서 정수만큼의 평행이동하여 겹치는 점들을 모두 동치 관계로 묶은 것으로 묘사가 가능하다. 즉,
(x,y) ~ (x+1,y) ~ (x,y+1).
원환체의 기본군은 원의 기본군의 곱집합이다. 즉,
{\displaystyle \pi _{1}(\mathbb {T} ^{2})=\pi _{1}(S^{1})\times \pi _{1}(S^{1})\cong \mathbb {Z} \times \mathbb {Z} .}

구멍이 하나 뚫린 원환면의 안과 밖을 뒤집는 과정

원환면에 구멍을 하나 내면 안과 밖을 뒤집을 수 있다. 이때, 원환면의 튜브를 감싸는 원은 원환체의 가운데 빈 구멍을 둘러 돌아가는 원이 되고, 그 역도 성립한다.

## 고차원 원환면
원환면은 고차원에서 일반화할 수 있다. 2차원 원환면이 두 개의 원을 곱집합 한 것이므로 고차원 원환면은 여러개의 원을 곱하여 만든다. 즉,
{\displaystyle \mathbb {T} ^{n}=\underbrace {S^{1}\times S^{1}\times \cdots \times S^{1}} _{n}.}
1차원 원환면은 원이다. 3차원 원환면은 시각화하기 어렵다. 2차원 원환면처럼 n차원 원환면은 {\displaystyle \mathbb {R} ^{n}}을 모든 축에서 정수부분을 잘라 만든 동치 관계로 표현할 수 있다. 즉, n차원 원환면은 정수 격자를 법(modulo)으로 하는 {\displaystyle \mathbb {R} ^{n}}이라 보면 된다. 마찬가지로, n차원 원환면은 n차원 하이퍼큐브의 모든 반대면을 접착시켜 얻을 수도 있다.
n차원 원환면은 n차원 콤팩트 다양체이자 콤팩트 아벨 리 군이다. n차원 원환면의 기본군은 랭크 n의 자유 아벨 군이다.

## 색칠하기 문제
사색문제와 비슷한 문제를 2차원 원환면 위에서 생각해 볼 수 있다. 즉, 원환면에 임의의 영역이 나뉘어 있을 때, 인접한 영역을 다른 색으로 항상 색칠가능한 최소의 색의 개수를 생각해볼 수 있다. 7개의 색이 있으면 이러한 작업이 항상 가능하다. 물론, 평면에서는 네 가지로 충분하다.

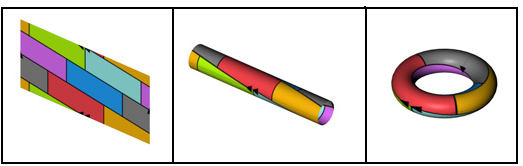
이러한 구성을 통해 경계를 구별하는데 최소한 일곱개의 색이 필요함을 알 수 있다.

## 자르기
표준적인 2차원 원환면을 n개의 평면으로 자를 경우 많아야 {\displaystyle {\frac {1}{6}}\left(n^{3}+3n^{2}+8n\right)}개의 조각이 만들어진다.

## 같이 보기
- 클리포드 원환면
- 타원곡선
- 클라인 병
- 극대 원환면
- 구 (기하학)
- 곡면
- 원환 다양체
- 원환체
- 원환면 연환

## 참고 문헌
1. ↑  Lewis, Charlton T. 《A Latin Dictionary》.